# 国务院应急管理办公室
国务院应急管理办公室，加挂国务院总值班室牌子，是中华人民共和国国务院办公厅已撤销的一个内设职能办公室。
国务院应急管理办公室负责国务院值班工作，及时报告重要情况，传达和督促落实国务院领导同志指示；组织开展应急预案体系建设，协助国务院领导同志做好有关应急处置工作；办理安全生产、信访以及国务院应急管理方面的专题文电、会务和督查调研工作。
2018年9月13日，《中共中央办公厅 国务院办公厅关于调整国务院办公厅职责机构编制的通知》称，“国务院办公厅应急管理职责划入应急管理部，不再保留国务院应急管理办公室”。